# Eoacantocèfals
Els eoacantocèfals (Eoacanthocephala) són una classe de cucs paràsits, pertanyents a l'embrancament Acanthocephala. Tenen com hostes a alguns vertebrats aquàtics de sang freda com a peixos i tortugues. A diferència de les altres dues classes d'aquest embrancament, els eoacantocèfals posseeixen només una glàndula cementant. No tenen aparell excretor.

## Taxonomia
La classe Eoacanthocephala inclou 243 espècies en dos ordres i quatre famílies:
Ordre Gyracanthocephala Van Cleave, 1936
- Família Quadrigyridae Van Cleave, 1920

Ordre Neoechinorhynchida Southwell and Macfie, 1925
- Família Dendronucleatidae Sokolovskaja, 1962
- Família Neoechinorhynchidae Ward, 1917
- Família Tenuisentidae Van Cleave, 1936